# Jačijo
Jačijo (japonsky 八千代市) je město v prefektuře Čibě v Japonsku. K roku 2019 v něm žilo přes 197 tisíc obyvatel.

## Poloha
Jačijo leží ve vnitrozemí největšího japonského ostrova Honšú v oblasti Kantó. Nachází se severovýchodně od Funabaši a severně od Čiby.

## Dějiny
Současný status města má Jačijo od 1. ledna 1967.

## Osobnosti
- Sorato Anraku (* 2006) – japonský sportovní lezec, držitel stříbrné medaile z letních olympijských her v Paříži v roce 2024